# Radish
Radish foi uma banda de Rock Alternativo, auto-rotulada de "Sugar Metal" formada em 1992 por Ben Kweller, John David Kent e Ryan Green.

## O Começo
O trio tocou localmente dentro da cidade de Greenville e ao redor dela. A banda lançou dois álbuns independentes, Hello em 1994, e Dizzy em 1995, com Martin Baird no estúdio Verge Music Works, em Dallas, no Texas. Depois do lançamento de Dizzy, Ryan Green sai da banda para se focar mais no colégio. Lorin Hamilton ficou na banda por alguns meses até Bryan Blur se juntar como sendo o baixista da banda pela maior parte da carreira da banda.

## Grande gravadora e turnê
Ben enviou uma cópia de Dizzy para o guitarrista Nils Lofgren que havia crescido com o pai de Ben em Maryland. Nils fica impressionado com a banda e entrega a cópia para Roger Greenavalt, que havia produzido o álbum de Lofgren, Damaged Goods. Greenavalt levou o Radish até um estúdio de gravação onde a banda gravou uma fita demo onde foi vendida próxima de gravadoras. Após uma guerra de lances inesperados, a banda assina contrato com a Mercury Records para o lançamento do terceiro álbum do Radish, Restraining Bolt. O Radish fez aparições no The Weird Al Show, Late Night with Conan O'Brien e Late Show with David Letterman, porém, a banda falha em alcançar o grande sucesso. Mas a banda ganha status de cult na Inglaterra com seu hit Little Pink Stars. A banda fez turnês algumas vezes na Europa incluindo a abertura de shows pro Faith No More e o Reading Festival '97. Radish lançou três Singles em formato Vinil 7" e dois Singles em CD.

## O fim
Em 1998 o Radish se torna um quarteto com a presença de Joe Butcher, do Polyphonic Spree, como um dos guitarristas e Debbie Williams no baixo. A banda vai até o Muscle Shoals Studio em Alabama para lançar o musicalmente ambicioso sucessor de Restraining Bolt, intitulado Discount Fireworks. A banda grava com o produtor Bryce Goggin (que já produziu bandas como Pavement e o Lemonheads). Enquanto mixavam Discount Fireworks em New York Kweller e Kent conheceram o baixista Josh Lattanzi que se tornaria o quinto e último baixista do Radish. Devido a fusão da PolyGram com a Universal Music Group, o álbum com 18 faixas nunca foi lançado e o Radish conseguiu uma liberação do contrato com a Mercury. Depois da banda ter sido demitida da Mercury, eles continuaram a fazer um show ao redor do Texas. Em 1999, Ben se mudou para o norte com a sua namorada/futura esposa Liz Smith. Depois de viver em Connecticut por alguns meses, o casal decide se mudar para o Brooklyn, em New York, onde Kweller começaria a sua carreira solo e assinando contrato com a ATO Records em 2001. Voltando pro Texas, John Kent começou a escrever músicas por conta própria e formou a banda Pony League que agora não existe mais, mas agora John Kent é líder da banda John David Kent and the Dumb Angels. John Kent também fundou a gravadora Black Land Records e o estúdio de gravação The Vault, em Celeste, no Texas.

## Singles
- "Dear Aunt Arctica" (1996), PolyGram
- "Little Pink Stars" (1997), Mercury
- "Simple Sincerity" (1997), Mercury

## Álbuns

### Hello (1994)
Faixas:
1. Space Boy
2. Hello
3. Wooden Window
4. Leave
5. Kitty
6. You Can Run
7. Whatcha Gonna Do?
8. Rollercoaster
9. I Want You To
10. The Way

### Dizzy (1995)
Faixas:
1. Chrysalis
2. Too Personal
3. Dizzy
4. Doesn't Know It
5. Bedtime
6. All Night
7. Uncle Jimmy's Theme
8. I'm Still Here
9. The Way
10. Swallow
11. I Know A Girl
12. Uncle Jimmy's Theme (Drum Solo)

### Restraining Bolt (1997)
Restraining Bolt foi lançado pela Mercury Records em 1997, mas falhou ao alcançar o sucesso comercial. Dois singles retirados da versão Inglesa do álbum: "Little Pink Stars" e "Simple Sincerity" receberam severa circulação no país, fazendo com que a banda tocasse no festival de música V97.
Faixas:
1. Little Pink Stars
2. Simple Sincerity
3. Failing and Leaving
4. Dear Aunt Arctica
5. Sugar Free
6. Today's Bargain
7. The You In Me
8. Still I Wait
9. A Promise
10. Apparition of Purity
11. My Guitar
12. Bedtime

### Discount Fireworks (Nunca lançado)
Esse álbum foi gravado em 1998, e nunca foi lançado devido a fusão da PolyGram com a Universal Music Group.
Faixas:
1. Launch Ramp
2. Next Time
3. Drink Me Away
4. How It Should Be (Sha Sha)
5. Silent Scene
6. What It's Like To Live In Commerce
7. Wasted And Ready
8. Harriet's Got A Song
9. Here Is Not Dissonant
10. Cally
11. Orange Tic-Tacs
12. In Other Words
13. Panamanian Girl (Episode 1)
14. For Forever
15. Bill W. Is My Friend
16. Girl In Between
17. 4.40  (Episode 2)
18. Super Neat